# James Green (lutte)
Pour les articles homonymes, voir James Green.
James Green (né le 19 décembre 1992) est un lutteur américain, spécialiste de lutte libre, catégorie des moins de 70 kg.
Il remporte la médaille d'argent lors des Championnats du monde 2017 après avoir remporté le bronze en 2015.
Il a grandi à Willingboro Township, New Jersey et étudié à la Willingboro High School.